# Rincon Valley, Arizona
Rincon Valley är en ort (CDP) i Pima County, i delstaten Arizona, USA. Enligt United States Census Bureau har orten en folkmängd på 5 139 invånare (2010) och en landarea på 72,1 km².